# 梅迪安雪原
梅迪安雪原（英語：Median Snowfield）是南極洲的雪原，位於伊利沙伯女皇地，屬於彭薩科拉山脈中尼普頓山脈的一部分，美國地質調查局根據測量和美國海軍拍攝的空中照片繪入地圖，現時由南極條約體系管理。